# Marilena de la P7
Marilena de la P7 este un film de mediu-metraj realizat de regizorul român Cristian Nemescu în anul 2006. Pelicula a fost remarcată în același an, când a concurat pentru secțiunea Semaine de la critique a ediției cu numărul 59 a Festivalului Internațional de Film de la Cannes.
Ultimul proiect finalizat de regizorul Cristian Nemescu, filmul îi are în rolurile principale pe actorii Mădălina Ghițescu și Gabriel Huian. S-a pornit de la un exercițiu cu un subiect diferit, plănuit să nu depășească durata de șapte minute, din care s-a conturat, într-o etapă ulterioară, un film de dragoste adolescentină (subiect predilect pentru regizor), montat în final la o durată neobișnuită, de 45 de minute. Filmul s-a bucurat de o primire bună din partea publicului; ce impresionează în Marilena de la P7 este viziunea foarte omogenă, îmbinarea scenariului cu imaginea și sunetul într-o formă organică, inovatoare prin experimente și tehnici neobișnuite.

## Sinopsis
Într-o suburbie a Bucureștilor, un puști de 13 ani, Andrei (interpretat de Gabriel Huian) urmărește în fiecare seară de pe un acoperiș, împreună cu prietenii din împrejurimi, spectacolul prostituatelor luate din stradă de clienți în mașinile lor. Băiatul se îndrăgostește de una dintre fete, numită Marilena (rolul Mădălinei Ghițescu) și află că îi trebuie o sumă apreciabilă de bani pentru a o putea aborda.
Prin urmare, fură salariul tatălui său (interpretat de Gabriel Spahiu) și pornește spre locul de întâlnire a prostituatelor. Proxenetul în slujba căruia lucrează Marilena (jucat de Andi Vasluianu) este de față și acceptă doar să îl trimită pe Andrei cu Marilena și cu încă o colegă la o terasă din apropiere, unde cântă romul Elvis (interpretat de cântărețul Elvis Romano, care a tradus în limba sa versurile lui Elvis Presley; în film, el se acompaniază cu o chitară). Prostituatele își petrec puțin timp cu Andrei, mai degrabă jucându-se cu el și îi spun la plecare că are nevoie de o mașină pentru a le putea da întâlnire.
Andrei trimite la postul local de radio, o dedicație pentru Marilena de la P7. Ea se află în casa unui bătrân unde radioul este deschis tare; melodia este „Are You Lonesome Tonight?”, semnată tot de Elvis Presley.
Între clienții săi, Marilena a descoperit un bărbat atrăgător, poreclit Giani (interpretat de Cătălin Paraschiv), de care se îndrăgostește. Într-o seară, însă, privind de la depărtare, ea îi recunoaște mașina în fața unui magazin; îl vede intrând în mașină alături de o femeie necunoscută. Marilena este foarte deznădăjduită.
Andrei își găsește rezolvarea în privința mașinii, plănuind să fure troleibuzul pe care-l conduce tatăl său; în plus, băiatul are oarecare cunoștințe de condus, tatăl său purtându-l câteodată cu sine la lucru. Împreună cu prietenii lui, Andrei reușește să fure troleibuzul când tatăl coboară la depou. Tatăl îi urmărește pe copii împreună cu șoferul unui utilaj de intervenție. Ajunși la locul de întâlnire al prostituatelor, băieții nu o găsesc pe Marilena. Andrei recunoaște mașina lui Giani parcată în fața blocului P7 și intră în scară.
Într-adevăr, Marilena și Giani se află în apartamentul ei; fata pleacă pentru un minut la toaletă. Andrei se strecoară în apartament și privește dindărătul unei uși cu geam la ce se petrece. Marilena continuă să vorbească din baie cu bărbatul și se prăbușește brusc pe podea, după ce își taie vena jugulară.
Giani vede ce s-a întâmplat, se panichează și fuge la mașină. În stradă, proxenetul îl vede plecând în grabă și urcă la Marilena. Între timp, Andrei a pătruns în cameră și o privește pe fată, murdărită de sânge și tremurând în spasme. În împrejurimile blocului P7, povestea sinuciderii Marilenei circulă repede.

## Distribuția

### Roluri principale
- Rolul Marilena este jucat de actrița Mădălina Ghițescu (n. 29 iulie 1978),[10] devenind cunoscută publicului bucureștean pentru rolurile jucate la Studioul de teatru „Casandra” și Teatrul Foarte Mic.[11]
- Pentru rolul Andrei a fost ales Gabriel Huian (neprofesionist, apărut anterior într-un videoclip care i-a atras atenția regizorului Nemescu).[6] Tânărul a fost preferat de regizor de la bun început; totuși, s-a făcut un casting riguros, unde candidații au fost așezați față în față cu actrița Mădălina Ghițescu. Aparent atras de ea, Huian a trădat o atitudine foarte diferită față de ceilalți concurenți și a „întărit” intuiția regizorului.[9]

Gabriel Huian

### Alte roluri
- Mihai, fratele lui Andrei, este interpretat de Cristi Olesher
- Mama lui Andrei este jucată de către Aura Călărașu
- Tatăl lui Andrei este interpretat de Gabriel Spahiu
- Proxenetul este jucat de Andi Vasluianu
- Giani este interpretat de Cătălin Paraschiv

## Realizarea filmului

### De la proiect la producție

Nemescu pe platoul de filmare.

Ideea filmului a pornit de la colaborarea dintre Nemescu și operatorul Liviu Marghidan pentru un exercițiu de mici dimensiuni, încă din vremea studenției (2003). Ea a aparținut lui Cătălin Mitulescu și Andreei Vălean; din povestea inițială s-a păstrat încercarea unui grup de băieți, de a fura un troleibuz pentru a ajunge la niște prostituate.
Dacă durata filmului a fost aproximată mai întâi la cea a unui scurtmetraj, proiectul s-a dezvoltat de-a lungul anului 2005. Nemescu mai avea în plan ceea ce va constitui mai târziu în lungmetrajul California Dreamin', la momentul respectiv irealizabil; a hotărât că Marilena de la P7 poate fi foarte util ca exercițiu regizoral și de lucru cu actorii. Astfel, scenariul a fost rescris și s-a pornit de la un buget foarte restrâns (sub 14 mii $, bani strânși de Nemescu prin participarea la festivaluri de film cu scurtmetraje mai vechi). Pe parcurs, însă, proiectul filmului a primit noi fonduri, totuși modeste, astfel încât actorii și o parte din realizatori au acceptat să presteze gratuit.
Filmările au fost făcute tot în 2005, în apropierea pieței din cartierul bucureștean Rahova. Au fost întâlnite dificultăți din pricina nesiguranței aduse de zona aleasă. Totuși, unele aspecte au avut de câștigat prin pitorescul cartierului: astfel, scenografia și muzica originală pentru film au intervenit destul de puțin. Manelele omniprezente au intrat în multe scene drept muzică de cadru; s-au reușit chiar câteva filmări „pe ascuns” (de pildă, filmarea din spate la momentul când băieții discută despre prostituate). Scenariul a fost extins pe direcția unor astfel de adăugiri, care au părut mult mai verosimile realizatorilor în comparație cu replicile construite de ei.
„Pentru ca povestea să decurgă așa cum trebuie, aveam nevoie de un mediu «rău famat». În același timp, era necesar ca locul de filmare să arate bine din punct de vedere vizual, să corespundă și din punct de vedere tehnic – adică să fie suficient spațiu pentru a intra un troleibuz și, totodată, decorul general să fie plauzibil. Ne-am plimbat vreo săptămână prin tot Bucureștiul. Aflându-ne prin Rahova, am ajuns într-o zonă unde sunt niște blocuri vopsite de primarul Marian Vanghelie, iar în spatele acestora se află un ghetou – da, acesta este termenul – dar e un loc foarte pitoresc și potrivit pentru ce voiam noi.”—Cristian Nemescu
Proiectul filmului a purtat multă vreme numele de Trolley Blues; Cristian Nemescu a renunțat la el la finalizarea montajului, punct în care a sesizat o discrepanță prea mare între titlul echivoc și conținutul foarte direct al filmului.

### Post-producția
Un alt aspect important la realizarea filmului a fost procesul de montaj și post-producție, foarte elaborat în comparație cu marea majoritate a filmelor românești din ultimii ani. Imaginea se remarcă prin folosirea efectului numit split screen (engl. „ecran împărțit”, pe ecran sunt prezentate mai multe filmări concomitent) și a filmărilor „din mână” (handheld).
Meritul lui Andrei Toncu, muzica și sunetul din film au fost foarte minuțios post-procesate, mai întâi pentru a ameliora calitatea înregistrărilor (bugetul nu a permis folosirea unei aparaturi performante) și apoi în interes creativ. De altfel, filmul în întregime este însoțit de o muzică atmosferică la o intensitate sonoră foarte redusă, urmărind evoluția emoțională a personajelor; Toncu a creat un colaj între muzica de cadru (înregistrată cu sau fără intenție la filmări) și o serie de efecte specifice muzicii electronice sau muzicii concrete. Totuși, se evidențiază câteva momente distincte de muzică, fie compuse de Toncu (scena furtului troleibuzului, „varianta” închipuită de Andrei), fie înregistrări deja existente, tratate pentru a se integra în atmosfera filmului (dedicația de Elvis Presley este egalizată dinamic pentru a sugera audiția trecând de la un aparat de radio la altul). O altă înregistrare suprapusă este emisiunea auzită în mașina lui Giani, privitoare la înmulțirea fluturilor Mamestra brassicae.

## Reacții

### Întâlnirea cu publicul
Publicul român a aflat mai întâi de participarea filmului la ediția a 59-a a Festivalului de la Cannes (mai 2006), alături de alte două filme românești (lungmetrajele de Cătălin Mitulescu și Corneliu Porumboiu, Cum mi-am petrecut sfârșitul lumii și respectiv A fost sau n-a fost?). Marilena de la P7 a fost nominalizat pentru secțiunea Semaine de la critique a festivalului francez.
„Foarte bine recepționat de către diferitele categorii de public, de la critici la distribuitori și simpli spectatori, filmul lui Corneliu Porumboiu, «A fost sau n-a fost?» [...] La fel, a fost bine receptat, în special de către tineri, filmul lui Cristian Nemescu, «Marilena de la P7» (o romanțioasă tragedie de mahala, cu un troleibuz furat... pentru a cuceri inima iubitei, o cocotă onestă și blândă, povestea inițierii și a prețului plătit pentru a dori să afli mai repede ceea ce vine cu vârsta).”—Larisa Turea despre Cannes 2006 în cotidianul moldovenesc „Timpul”, 30 mai
„«Marilena de la P7» a lui Cristian Nemescu e un mediu-metraj care la Cannes s-a văzut cu sălile pline și la care s-a aplaudat mult. S-a spus, de asemenea, că e un film fără greșeală. O poveste vibrantă despre un ghetou de la marginea Bucureștiului (în care, de exemplu, un bunic hârșâit de viață, șmecher și misogin, își cultivă grădinuța pe betoanele acoperișului unui bloc), cu un puști ce ar face orice – furat tot salariul părinților sau chiar un troleibuz pentru adorata inimii – și o prostituată fâșneață de la P7. Actori copii cu un talent ingenuu, dialoguri care se îmbină perfect și sună total natural, o imagine desăvârșită, un rol de pește cu inimă mare pentru Andi Vasluianu, pe scurt o porție de cinema de cea mai bună calitate.”—Laura Popescu în AperiTIFF, revista-program a festivalului TIFF 2006, 4 iunie

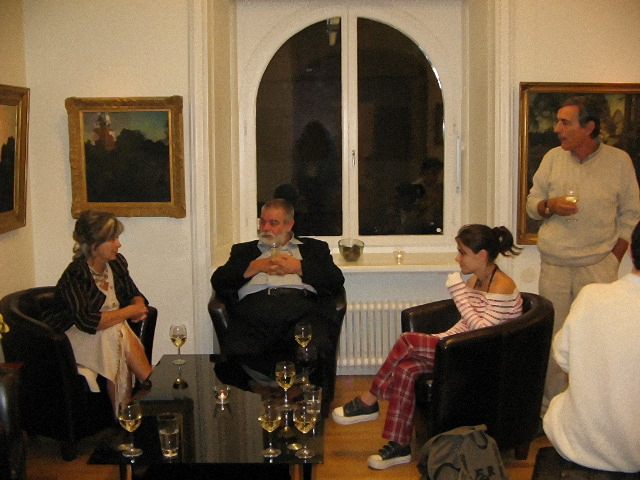
Zilele filmului românesc la Stockholm, 2007:
Mădălina Ghițescu (dreapta), Radu Gabrea (centru).

În România, premiera filmului s-a făcut pe 4 iunie 2006, la Festivalul Internațional de Film „Transilvania”, în Cluj. În București, o primă proiecție a fost organizată pe 8 septembrie 2006, într-un scuar amenajat din Calea Rahovei. Publicul și criticii din țară au primit foarte bine filmul, dar dificultatea presupusă de formatul temporal pretențios (mediu-metraj) a permis, mai departe de festival, numai un număr mic de proiecții (în București: la Casa de cultură a studenților, la Institutul Cultural Român ș.a.), desfășurate cu sălile pline. Problema a fost aceeași când filmul a fost trimis la festivaluri de film din străinătate, fiind ori respins pentru că nu putea fi încadrat în categoriile standard, ori primit la secțiunea de scurtmetraj (de exemplu, la Brooklyn).
Tot în vara lui 2006, Nemescu a înaintat proiectul California Dreamin' în stadiul de producție; filmările s-au desfășurat în iulie-august. Spre finele lunii august, un prim montaj al noului film se apropia de finalizare; pe 24 august 2006, Nemescu și Andrei Toncu (inginer de sunet și la noul proiect) au murit într-un accident de mașină în București.
În urma accidentului, lumea filmului din România (dar și din străinătate) a acordat o atenție sporită producțiilor celor doi cineaști, prin urmare, și Marilenei de la P7, primul lor succes semnificativ. La împlinirea unui an de la accident, evenimentul a fost comemorat în țară prin proiecții, întâlniri publice, dezbateri. Chiar pe 24 august 2007, Marilena de la P7 a fost vizionat în premieră la Stockholm, în cadrul Zilelor filmului românesc (ediția a doua). Au fost prezenți atât români din diasporă, cât și spectatori suedezi.

### Aspecte critice
Marilena de la P7 a fost judecat de jurnaliști ca un pretext de a evidenția fenomene sociale (prostituția, traiul prost în cartierele rău famate bucureștene ș.a.), unele filmări fiind considerate ca trimiteri la filmul documentar. În realitate, Cristian Nemescu a dorit ca publicul să își îndrepte atenția către povestea de iubire trăită de puștiul Andrei:
„Toate scenariile de care mă apropii au o poveste esențială, transmit niște emoții care-i ating pe mulți. Așadar, în cazul de față, ceea ce m-a motivat a fost subiectul în sine, trăirile și sentimentele unui puști îndrăgostit. Nu m-a interesat absolut deloc să descriu o realitate socială – cum ar fi prostituția, spre exemplu – iar scenariul nu are deloc în vedere «radiografierea» problemelor societății noastre. Elementul de noutate, inedit, constă în concentrarea asupra emoțiilor copilului, ceea ce simte el și relațiile umane dintre cele două personaje. Realitatea din România este doar ceva de decor și eu sunt împotriva încrâncenării unora de a prezenta «mizeria românească» prin intermediul filmului.”—Cristian Nemescu
„Eu am mai interpretat roluri de prostituată. De exemplu, rolul meu pentru examenul de licență a fost cel din piesa «Mă cheamă Isbjorg. Sunt o leoaică», în regia Gianinei Cărbunariu, unde era vorba despre o prostituată care își ucide clientul. Dar personajele nu trebuie privite global, la maniera: «Sunt niște prostituate, ce mare lucru? Toate sunt la fel». Nu, ele sunt în primul rând oameni, au un suflet. Acesta este și cazul Marilenei: dacă ar fi să vulgarizezi subiectul, ce este ea? O prostituată și atât. Dar important e cine este ea cu adevărat: cum gândește, care sunt sentimentele ei. [...] Ea este o ființă foarte sensibilă, numai că mediul în care trăiește o face să nu-și arate această latură și să ascundă faptul că s-a îndrăgostit de un anumit client. Ceea ce este frapant la ea este că, în ciuda vieții pe care o duce, are încredere în oameni.”—Mădălina Ghițescu
Marilena de la P7 a mai atras atenția criticii prin impudoarea de a prezenta conținut explicit, atât la nivel verbal, cât și vizual. În răspuns, Cristian Nemescu a justificat „culoarea” replicilor ca un factor necesar al realismului filmic, declarându-se partizan al vizualului explicit.
Filmul continuă să fie apreciat pentru valențele sale experimentale; unghiurile de filmare și montajul sunt tratate într-o manieră neobișnuită, în vreme ce accentele fantastice ale scenariului amintesc de procedeele realismului magic. În acest sens, e sugestiv de menționat că zilele din film sunt delimitate prin visele erotice ale lui Andrei, spre care se trece insesizabil. În vise, este rezolvată sumar problema „diferenței de orizont” dintre el și Marilena, fie prin coborârea acoperișului de pe care privește băiatul la nivelul străzii, fie prin debarcarea fetei dintr-un OZN în formă de sâni care îngrozește vecinii, sosit special pentru băiat. Un alt element fantastic este capacitatea Marilenei de a provoca scurt-circuituri în momentele de mare încărcătură afectivă (stânjeneala în mașina lui Giani, momentul când Andrei o atinge în toaleta barului, pană de curent în cartier când Marilena plânge lângă tabloul de înaltă tensiune).
„Vizual așa mi s-a părut că merge cel mai bine acest moment, split-screen-ul era prevăzut încă din scenariu. Simțeam nevoia să îi văd pe toți în același timp. Dacă ar fi fost pe rând, unul după altul, n-ar fi avut același impact. Era mult mai amuzant să fie toate curvele văzute deodată și toți puștii (masturbându-se - n.n.) simultan, îmi place acest moment.”—Cristian Nemescu

## Premii și nominalizări
Tabelul care urmează prezintă o selecție din totalul festivalurilor unde a participat filmul.
| Desfășurare     | Rezultatul  | Festivalul | Țara    | Secțiunea                                         | Premiul |
| --------------- | ----------- | --- | ------- | ------------------------------------------------- | --- |
| mai 2006        | nominalizat | Festivalul Internațional de Film de la Cannes                                                                     | Franța  | Semaine de la critique (fr. „săptămâna criticii”) | — |
| iunie 2006      | câștigat    | Festivalul Internațional de Film „Transilvania”                                                                   | România | Premiile Zilelor filmului românesc                | Pentru scurtmetraj (Cristian Nemescu)                                                                             |
| iunie 2006      | nominalizat | Festivalul Internațional de Film din Brooklyn                                                                     | S.U.A.  | Short films (engl. „scurtmetraje”)                | — |
| septembrie 2006 | câștigat    | Festivalul de Film „Milano”                                                                                       | Italia  | —                                                 | Miglior lungometraggio (it. „cel mai bun lungmetraj”)                                                             |
| octombrie 2006  | câștigat    | Festivalul Internațional de Film „Molodist”                                                                       | Ucraina | —                                                 | Cel mai bun film de scurtmetraj (Cristian Nemescu) Cea mai bună actriță într-un rol principal (Mădălina Ghițescu) |
| noiembrie 2006  | nominalizat | Festivalul Internațional de Film și Televiziune «Cinéma tout écran» Arhivat în 14 iunie 2012, la Wayback Machine. | Elveția | Filme de scurtmetraj                              | — |
| ianuarie 2007   | câștigat    | Festivalul «Paris Tout Court»                                                                                     | Franța  | Prix du public (fr. „premiul publicului”)         | Meilleur film étranger (fr. „cel mai bun film străin”)                                                            |
| februarie 2007  | câștigat    | Premiile Uniunii Cineaștilor                                                                                      | România | —                                                 | Premiul pentru montaj (Cătălin Cristuțiu) Premiul pentru coloana sonoră (Andrei Toncu)                            |
| aprilie 2007    | câștigat    | Festivalul Internațional de Film și Artă Video “Syracuse”                                                         | S.U.A.  | —                                                 | Short fiction (engl. „scurtmetraj de ficțiune”)                                                                   |

### Profilul filmului pe situri de specialitate
- Marilena de la P7 la Internet Movie Database
- Profilul filmului pe site-ul Cinemagia
- Profilul filmului pe site-ul allmovie

### Trailerși fotografii
- Trailer-ul filmului, găzduit de site-ul YouTube
- Afișul filmului (cu titluri)
- Galeria foto a filmului (instantanee din film și de la filmări), pusă la dispoziție de site-ul OutNow.CH

### Articole și interviuri disponibileonline
- Articol publicat în revista „Eva”, o discuție între Greta Harja, Nemescu și Mădălina Ghițescu înaintea festivalului de la Cannes
- Interviu Arhivat în 10 aprilie 2011, la Wayback Machine. oferit de Cristian Nemescu jurnalistului Paul S. Odhan
- Interviu Arhivat în 30 aprilie 2008, la Wayback Machine. acordat de Mădălina Ghițescu jurnalistului Paul S. Odhan